# YouTube Rewind

YouTube Rewind는 유튜브와 포털 A 인터랙티브가 매년 제작하는 유튜브 동영상 시리즈로, 1년동안 유튜브에 게시된 동영상을 되돌아본다는 기획으로 매년 제작다. 그 해에 업로드된 동영상 중 다양한 요소를 바탕으로 랭킹 형식으로 정렬하여 여러 카테고리로 소개하거나, 그 해에 뛰어난 활동을 한 인물이나 히트곡, 트렌드, 밈 등 여러 방면으로 편집된다.